# Jean Yanne
Jean Roger Gouyé, mer känd under artistnamnet Jean Yanne, född 18 juli 1933 i Les Lilas nära Paris, död 23 maj 2003 i Morsains i Marne, var en fransk skådespelare, filmskapare och komiker. Han var framträdande i fransk radio i slutet av 1950-talet och slog igenom som skådespelare på 1960-talet i filmer förknippade med den franska nya vågen. På 1970- och 1980-talen regisserade han egna filmer som utmärkte sig med satir och svart humor.

## Biografi
Jean Yanne växte upp i ett arbetarhem i Les Lilas nära Paris. Han påbörjade en journalistutbildning men hoppade tidigt av för att istället skriva manus åt kabaréer. Efter tre års militärtjänstgöring i Algeriet etablerade han sig 1957 som underhållare på scen, i TV och framförallt i radio. När han började att tröttna på detta tog han sig istället in i filmbranschen genom en roll i Alain Jessuas La vie à l'envers från 1964. Yannes stora genombrott som skådespelare kom med Jean-Luc Godards Utflykt i det röda från 1967 och två filmer av Claude Chabrol som båda spelades in 1969, Mannen, flickan och odjuret och Slaktaren. Vid filmfestivalen i Cannes 1972 fick Yanne priset för bästa skådespelare för sin insats i Maurice Pialats Nous ne vieillirons pas ensemble.
Mellan 1972 och 1985 regisserade Yanne sammanlagt sju långfilmer, som kom att utmärkas av svart humor, satir riktad mot alla läger och oräddhet inför politiska tabun. Hans första film som regissör, Tout le monde il est beau, tout le monde il est gentil, är en drift med mediabranschen och utspelar sig på en radiostation. Filmen blev en publikframgång i Frankrike. Kineser i Paris från 1974 utspelar sig under ett ockupationsscenario liknande den tyska ockupationen under andra världskriget, men med kineser istället för tyskar. Filmen gjorde skandal, orsakade protester från Frankrikes kinesiska minoritet och ledde till anklagelser om rasism. Deux heures moins le quart avant Jésus-Christ, en parodi på bibliska mastodontfilmer, blev en av 1982 års mest sedda filmer i Frankrike.
Yanne väckte flera gånger starka reaktioner från såväl vänster- som högerpolitiskt håll. Han själv sammanfattade sin politiska hemvist som "vänsteridéer med högerord, och ett patologiskt idiotutseende".

## Filmer
Regi
- Tout le monde il est beau, tout le monde il est gentil (1972)
- Moi y'en a vouloir des sous (1973)
- Kineser i Paris (Les Chinois à Paris) (1974)
- Chobizenesse (1975)
- Je te tiens, tu me tiens par la barbichette (1979)
- Deux heures moins le quart avant Jésus-Christ (1982)
- Liberté, égalité, choucroute (1985)

Roller i urval
- La vie à l'envers från 1964
- De grymma åren (La ligne de démarcation) (1966)
- Utflykt i det röda (Week end) (1967)
- Que la bête meure (1969)
- Slaktaren (Le boucher) (1970)
- Laisse aller... c'est une valse (1971)
- Nous ne vieillirons pas ensemble (1972)
- Tout le monde il est beau, tout le monde il est gentil (1972)
- Moi y'en a vouloir des sous (1973)
- Kineser i Paris (Les Chinois à Paris) (1974)
- Chobizenesse (1975)
- Je te tiens, tu me tiens par la barbichette (1979)
- Deux heures moins le quart avant Jésus-Christ (1982)
- Hanna K. (1983)
- Le téléphone sonne toujours deux fois!! (1985)
- Attention bandits! (1986)
- Oviri (1986)
- Madame Bovary (1991)
- Indochine (1992)
- Se männen falla (Regarde les hommes tomber) (1994)
- Ryttare på taket (Le hussard sur le toit) (1995)
- Beaumarchais l'insolent (1996)
- Des nouvelles du bon Dieu (1996)
- Medusas flotte (Le radeau de la Méduse) (1998)
- Vargarnas pakt (Le pacte des loups) (2001)